# Росдистант
Росдиста́нт — федеральный образовательный проект, в рамках которого студентам предоставляется возможность получить высшее профессиональное образование в дистанционной форме. Проект реализуется на базе Тольяттинского государственного университета.

## Описание
Проект создан в 2015 году Тольяттинским государственным университетом, который имеет статус федеральной инновационной площадки Министерства образования и науки РФ.
В отличие от большинства систем массового онлайн-обучения (Coursera, Национальная платформа открытого образования, Универсариум и т.д.), Росдистант предлагает для изучения не отдельные курсы, а целостные образовательные программы, экспертизу которых проводят компании-работодатели.
Поскольку абитуриенты проекта Росдистант после зачисления становятся студентами Тольяттинского государственного университета, по результатам успешной защиты выпускной квалификационной работы и сдачи государственных экзаменов они получают диплом государственного образца.
Во время пандемии COVID-19 Росдистант предоставил в свободный доступ 100 онлайн-курсов как для желающих изучить что-то новое, так и для других российских ВУЗов, которые могли интегрировать их в свою образовательную программу для перезачёта полученных их студентами результатов в рамках перехода на дистанционное обучение. Благодаря проекту Росдистант, Тольяттинский государственный университет стал одним из первых ВУЗов, выполнивших указание Министерства образования и науки РФ о переводе студентов на обучение с применением дистанционных образовательных технологий в целях обеспечения эпидемиологической безопасности и противодействия распространению новой коронавирусной инфекции.
В 2021 году ректор университета сообщил, что студентами Росдистанта являются жители всех регионов России, включая полторы тысячи студентов из Москвы и Санкт-Петербурга. В университете на тот момент обучались более двух тысяч иностранных граждан, в том числе граждане США, Австрии и Новой Зеландии.

## Образовательные программы
По состоянию на 2022 год проект Росдистант предлагает возможность получить высшее профессиональное образование в дистанционной форме в рамках более чем двух десятков образовательных программ бакалавриата, специалитета и магистратуры.

### Бакалавриат и специалитет
- 08.03.01 «Строительство» (профиль «Промышленное и гражданское строительство»)
- 09.03.03 «Прикладная информатика» (профили: «Разработка социальных и экономических информационных систем», «Цифровая трансформация бизнеса»)
- 11.03.04 «Электроника и наноэлектроника» (профиль «Электроника и робототехника»)
- 13.03.02 «Электроэнергетика и электротехника» (профиль «Электроснабжение»)
- 15.03.01 «Машиностроение» (профиль «Современные технологические процессы изготовления деталей в машиностроении»)
- 15.03.05 «Конструкторско-технологическое обеспечение машиностроительных производств» (профиль «Технология машиностроения»)
- 20.03.01 «Техносферная безопасность» (профили: «Безопасность технологических процессов и производств», «Пожарная безопасность / Противопожарные системы», «Экоаналитика и экозащита»)
- 23.03.03 «Эксплуатация транспортно-технологических машин и комплексов» (профиль: «Автомобили и автомобильный сервис»)
- 37.03.01 «Психология» (профили: «Психология (без профиля)», «Организационная психология»)
- 38.03.01 «Экономика» (профили: «Бухгалтерский учёт, анализ и аудит», «Финансы и кредит / Финансовый менеджмент», «Финансовый контроль и экономическая безопасность организаций»)
- 38.03.02 «Менеджмент» (профиль «Логистика и управление цепями поставок»)
- 38.03.03 «Управление персоналом» (профиль «Управление персоналом»)
- 40.03.01 «Юриспруденция» (профили: гражданско-правовой, уголовно-правовой)
- 40.05.01 «Правовое обеспечение национальной безопасности» (специальности: государственно-правовая, гражданско-правовая, уголовно-правовая)
- 44.03.02 «Психолого-педагогическое образование» (профили: «Психология и педагогика дошкольного образования», «Психология и педагогика начального образования»)
- 44.03.03 «Специальное (дефектологическое) образование» (профиль «Дошкольная дефектология»)
- 46.03.01 «История» (профиль «Историко-культурный туризм»)
- 49.03.01 «Физическая культура» (профиль «Тренерская деятельность и фитнес-технологии / Педагогическая и тренерская деятельность»)
- 49.03.03 «Рекреация и спортивно-оздоровительный туризм» (профиль «Рекреация и спортивно-оздоровительный туризм»)

Программы бакалавриата и специалитета могут быть освоены как выпускниками школ и колледжей, так и выпускниками вузов, получающими второе высшее образование. Продолжительность обучения составляет 5 лет для выпускников школ, 3 года для выпускников колледжей и вузов.

### Магистратура
- 09.04.03 «Прикладная информатика» (программы: «Управление корпоративными информационными процессами», «Технология бизнес-анализа»)
- 13.04.02 «Электроэнергетика и электротехника» (программа «Энергосбережение и энергоэффективность»)
- 20.04.01 «Техносферная безопасность» (программы: «Управление пожарной безопасностью», «Системы управления промышленной, производственной и экологической безопасностью», «Экологический инжиниринг и аудит», «Управление промышленной безопасностью, охраной труда и окружающей среды в нефтегазовом и химическом комплексах», «Аудит комплексной безопасности в промышленности», «Надзорная и инспекционная деятельность в сфере труда»)
- 37.04.01 «Психология» (программа «Психология здоровья»)
- 38.04.01 «Экономика» (программы: «Аудит, учет и экономическая безопасность в организациях», «Корпоративные финансы и оценка стоимости бизнеса», «Бизнес-аналитика»)
- 38.04.02 «Менеджмент» (программы: «Государственное управление и администрирование», «Управление инновациями»)
- 40.04.01 «Юриспруденция» (программы: «Уголовное право и процесс», «Правовое обеспечение государственного управления и местного самоуправления», «Правовое обеспечение предпринимательской деятельности», «Гражданское право и международное частное право», «Гражданское право и процесс»)
- 42.04.02 «Журналистика» (программа «Журналистика данных»)
- 44.04.01 «Педагогическое образование» (программа «Математическое образование»)

Программы магистратуры рассчитаны на выпускников вузов и на уже сложившихся специалистов, которые планируют расширить свои знания по специальности или в короткие сроки освоить новую для себя профессию. Обучение длится 2,5 года.

## Формат обучения
Особенностью Росдистанта является полностью дистанционный формат взаимодействия абитуриента и студента с образовательной организацией — начиная от процедуры поступления и заканчивая получением диплома. Абитуриент освобождён от необходимости личного визита в вуз для оформления заявления и подачи документов — сайт Росдистанта предусматривает автоматизированную подготовку заявления на поступление и загрузку необходимых документов в цифровом формате (скан-копии или фотографии).
Промежуточная аттестация по всем изучаемым дисциплинам проводится в виде онлайн-тестирования, на основе результатов которого в электронную зачётную книжку студента выставляется оценка за экзамен или отметка о зачёте. Перед тестированием с помощью веб-камеры на стороне пользователя осуществляется идентификация личности каждого студента.
Сдача итоговых государственных экзаменов и защита выпускной квалификационной работы также осуществляются в дистанционной форме с использованием веб-камеры. В настоящее время для проведения государственной итоговой аттестации используется платформа «Mirapolis».
В случае успешной защиты работы выпускник получает диплом государственного образца, который отправляется ему по почте. По желанию выпускника, в соответствии с «Порядком заполнения, учета и выдачи документов о высшем образовании и о квалификации и их дубликатов» (утв. приказом Министерства образования и науки РФ от 13 февраля 2014 г. № 112), форма обучения может быть не указана в получаемом им документе о высшем образовании и о квалификации.

## Технологическая платформа проекта
Проект «Росдистант» реализован на усовершенствованной платформе Moodle с применением спецификации Tin Can API. Для проведения промежуточной аттестации разработана специальная оболочка для тестирования, включающего вопросы с выбором одного или нескольких ответов из предлагаемого перечня вариантов или с вводом своего варианта, а также тестовые задания на установление последовательности или соответствия.
Обучающие материалы образовательных программ в LMS (Learning Management System) Росдистанта представлены в нескольких форматах:
- текст учебника;
- электронный аудиоучебник (для озвучивания текста привлекаются профессиональные дикторы[2][10])
- вводные видеолекции.

Общение с преподавателями в период обучения осуществляется как посредством переписки на форуме, так и в рамках вебинаров.

## Товарный знак
Как следует из описания изобразительного товарного знака на сайте проекта, «композиция, образуемая двумя полюсами сферы и кольцами снизу и сверху, в том числе разорванным кольцом сверху, символизирует окружающий нас мир, уже познанную часть Вселенной. Асимметрия в расположении указанных элементов символизирует её бесконечное движение. Спираль в центре знака — формирующаяся новая галактика, которая вырывается за пределы известной части вселенной, за пределы обыденного. Это мир новых знаний, открытий, изобретений. Это технологическая революция. Спираль затягивает в себя белый цвет, окружающий и проникающий в знак, символизирующий весь бесконечный космос, тем самым делая его частью знака. С одной стороны, знак символизирует единство мира, единство известного и еще не познанного, а с другой — преобразующую силу нового».
Известны случаи неправомерного использования товарного знака и фирменного наименования Росдистанта и Тольяттинского государственного университета в рекламе. Университет Синергия использовал символику проекта в своих рекламных объявлениях, за что неоднократно привлекался Федеральной антимонопольной службой к административной ответственности за нарушение Федерального закона № 38-ФЗ «О рекламе» и введение абитуриентов в заблуждение. В 2018 году был обнаружен сайт www.rosdistants.ru, адрес которого лишь на один символ отличается от официального сайта проекта. Информация на нём дублировала содержание официального сайта, владельцами сайта были неправомерно использованы товарные знаки проекта. «Двойник» сайта проекта Росдистант принадлежал Вадиму Лобову, исполнительному директору Университета Синергия. После того, как о нарушении стало известно руководству Тольяттинского государственного университета и в адрес Университета Синергия было направлено официальное письмо, руководство последнего приняло решение удалить сайт.

## Партнёры проекта
В числе партнёров на сайте проекта заявлены:
- ПАО «Сбербанк России»
- ПАО «ВТБ 24»
- ПАО «Ростелеком»
- филиал ОАО «Русгидро» (Жигулёвская ГЭС)
- АО «АВТОВАЗ»
- ПАО «МДМ Банк»
- технопарк «Жигулёвская долина»
- Российский федеральный ядерный центр
- Национальная ассоциация центров охраны труда
- Следственное управление СКР по Самарской области
- Особая экономическая зона «Тольятти»
- ФГБУ «ВНИИ охраны труда и экономики труда» Министерства труда и социальной защиты РФ
- издательство «Макмиллан» и другие компании и организации.

## Награды и достижения
На сайте проекта представлены сведения о наградах и достижениях. В их числе упоминаются:
- Премия Правительства РФ в области качества (2009, 2019 год)
- Специальный приз «Признание делового совершенства» Премии СНГ в области качества (2011 год)
- Звание «Почетный член Торгово-промышленной палаты РФ»
- Сертификат «Атомвоенсерт» в системе добровольной сертификации «Военный Регистр»
- Аттестат признания компетентности Системы сертификации продукции наноиндустрии «НАНОСЕРТИФИКАТ» АО «Роснано»
- Аккредитация на проведение испытаний в Единой национальной системе аккредитации РФ
- I место Всероссийского конкурса профессионального управления проектной деятельностью «Проектный Олимп – 2019» в номинации «Управление проектами в системе высшего образования и науки»

В 2022 году президент Российской Федерации объявил благодарность коллективу Тольяттинского государственного университета «за заслуги в научно-педагогической деятельности, подготовке квалифицированных специалистов и многолетнюю добросовестную работу».